# Valderrodrigo
Valderrodrigo é um município da Espanha na província de Salamanca, comunidade autónoma de Castela e Leão, de área 22,35 km² com população de 166 habitantes (2007) e densidade populacional de 7,92 hab/km².

## Demografia
| Variação demográfica do município entre 1991 e 2004 | Variação demográfica do município entre 1991 e 2004 | Variação demográfica do município entre 1991 e 2004 | Variação demográfica do município entre 1991 e 2004 |
| --------------------------------------------------- | --------------------------------------------------- | --------------------------------------------------- | --------------------------------------------------- |
| 1991                                                | 1996                                                | 2001                                                | 2004                                                |
| 221                                                 | 190                                                 | 180                                                 | 176                                                 |